# Municipio de Matamoros (Tamaulipas)
El municipio de Matamoros es uno de los 43 municipios en los que se divide el estado de Tamaulipas en México. Se ubica en el extremo noreste del estado limitando al norte con el condado de Cameron (Texas, EE.UU.) al sur con el municipio de San Fernando al oeste con el municipio de Valle Hermoso y al este con el golfo de México. La cabecera municipal es la ciudad de Matamoros.

## Geografía
El municipio de Matamoros está ubicado en la parte noreste del estado de Tamaulipas, a 25° 52´ de latitud norte y a 97° 30´ de longitud oeste, con una altitud de 10 m s. n. m. y una superficie de 4,045.62 km², lo que representa el 4.19% del estado de Tamaulipas. La cabecera municipal de este municipio es la ciudad de Matamoros.
|                      | Norte: Cameron (Texas) |                       |
| Oeste: Valle Hermoso |                        | Este: Golfo de México |
| Suroeste: Río Bravo  | Sur: San Fernando      |                       |

## Demografía
A continuación se muestran las localidades del municipio
| Localidad           | 2020 Censo |
| ------------------- | ---------- |
| Matamoros           | 510,739    |
| Ramírez             | 2,724      |
| El Control          | 2,612      |
| Las Higuerillas     | 2,112      |
| Santa Adelaida      | 1,348      |
| El Galaneño         | 1,185      |
| Estación Sandoval   | 892        |
| El Refugio          | 670        |
| El Moquetito        | 669        |
| Total del Municipio | 541,979    |

## Gobierno

### Alcaldes y presidentes municipales de Matamoros
| Funcionario                 | Período   | Cargo                | Notas |
| Anastasio de Ayala          | 1797–1799 | Alcalde mayor        |       |
| José Cayetano Girón         | 1800      | Intendente           |       |
| Joséf de Gosearcochea       | 1801      | Intendente           |       |
| Vicente López de Heredia    | 1803      | Intendente           |       |
| José María Balli            | 1804      | Intendente           |       |
| Vicente López de Herrera    | 1805      | Intendente           |       |
| José de Jesús Solís         | 1806–1807 | Intendente           |       |
| Matías Morales              | 1808      | Intendente           |       |
| José Domingo de la Garza    | 1809–1810 | Intendente           |       |
| José de Jesús Solís         | 1811–1812 | Intendente           |       |
| José Marcelino Longoria     | 1813      | Intendente           |       |
| Felipe Roque de la Portilla | 1814      | Intendente           |       |
| Blas María de la Garza      | 1815      | Intendente           |       |
| José Domingo de la Garza    | 1816      | Intendente           |       |
| Matías Morales              | 1817      | Intendente           |       |
| Ramón García                | 1818      | Intendente           |       |
| José Girón Girón            | 1819      | Intendente           |       |
| José de Jesús Solís         | 1820      | Intendente           |       |
| Juan José Chapa             | 1820      | Intendente           |       |
| Pedro José García           | 1821      | Intendente           |       |
| Domingo de la Garza         | 1822      | Intendente           |       |
| Andrés Saldaña              | 1823      | Intendente           |       |
| Juan B. García              | 1824      | Intendente           |       |
| José María Girón            | 1825      | Intendente           |       |
| José María Villarreal       | 1826      | Prefecto             |       |
| Andrés Saldaña              | 1827      | Prefecto             |       |
| Matías García               | 1828      | Prefecto             |       |
| Domingo de la Garza         | 1829      | Prefecto             |       |
| Manuel Galán                | 1830      | Prefecto             |       |
| José María Villarreal       | 1831      | Prefecto             |       |
| José María Girón            | 1832      | Prefecto             |       |
| José Espiridión de la Rosa  | 1833      | Prefecto             |       |
| Juan Longoria y Serna       | 1834      | Prefecto             |       |
| Francisco García Treviño    | 1835      | Prefecto             |       |
| Juan Nepomuceno Molano      | 1836      | Prefecto             |       |
| José María Tovar            | 1837      | Prefecto             |       |
| Constantino de Tavarna      | 1838      | Prefecto             |       |
| Jorge López de Lara         | 1839      | Prefecto             |       |
| Pedro de la Garza Treviño   | 1840      | Prefecto             |       |
| Francisco Valdez            | 1841      | Prefecto             |       |
| Victoriano T. Canales       | 1842      | Prefecto             |       |
| Juan Longoria y Serna       | 1843      | Prefecto             |       |
| Francisco Lojero            | 1844      | Prefecto             |       |
| Mariano Treviño Garza       | 1845      | Prefecto             |       |
| José María Girón            | 1846–1847 | Prefecto             |       |
| Francisco Valdez            | 1848      | Prefecto             |       |
| Victoriano T. Canales       | 1849      | Prefecto             |       |
| Pedro José de la Garz       | 1850      | Prefecto             |       |
| Macedonio Capistrán         | 1851      | Prefecto             |       |
| Rafael Quintero             | 1852      | Prefecto             |       |
| Albino López                | 1853      | Prefecto             |       |
| Antonio Longoria Guerra     | 1854      | Prefecto             |       |
| José María Cavazos          | 1855–1856 | Prefecto             |       |
| Albino López                | 1857      | Prefecto             |       |
| Leocadio Muñoz              | 1858      | Prefecto             |       |
| Antonio Longoria            | 1859      | Prefecto             |       |
| Matías Longoria             | 1860      | Prefecto             |       |
| José María Cavazos          | 1861–1862 | Prefecto             |       |
| Rafael Quintero             | 1863      | Prefecto             |       |
| Agapito Longoria            | 1864      | Prefecto             |       |
| Manuel Reyes Apresa         | 1865–1866 | Prefecto             |       |
| Felipe Márquez              | 1867      | Jefe político        |       |
| Juan Treviño Canales        | 1868      | Jefe político        |       |
| Pedro Hinojosa              | 1869–1870 | Jefe político        |       |
| Francisco F. Farías         | 1871      | Jefe político        |       |
| Agustín Menchaca            | 1872–1873 | Jefe político        |       |
| Juan N. Cortinas            | 1874–1875 | Jefe político        |       |
| Baltazar Fuentes            | 1876      | Jefe político        |       |
| Justo de la Garza           | 1877      | Jefe político        |       |
| Maximiliano Chapa           | 1878      | Jefe político        |       |
| Román de los Santos Coy     | 1879      | Jefe político        |       |
| Felipe Salazar              | 1880      | Jefe político        |       |
| Pedro Porras                | 1881      | Jefe político        |       |
| Tomás Márquez               | 1882–1883 | Jefe político        |       |
| Tomás Hinojosa              | 1884–1885 | Jefe político        |       |
| Pedro Barrón                | 1886      | Jefe político        |       |
| Melquiades Torres           | 1887–1888 | Jefe político        |       |
| Andrés González             | 1889      | Jefe político        |       |
| Cipriano Villanueva         | 1890      | Jefe político        |       |
| Alfredo M. Passament        | 1891      | Jefe político        |       |
| Rafael Solís                | 1892–1893 | Jefe político        |       |
| Miguel Barragán             | 1894      | Jefe político        |       |
| Antonio Cavazos             | 1895      | Jefe político        |       |
| Jorge Stroder               | 1896      | Jefe político        |       |
| Rafael Solís                | 1897      | Jefe político        |       |
| Cipriano Villanueva         | 1898      | Jefe político        |       |
| Rafael Solís                | 1898–1905 | Jefe político        |       |
| Marcelino Rougier           | 1906      | Jefe político        |       |
| Rafael Solís                | 1907      | Jefe político        |       |
| Procopia Guerra             | 1908–1909 | Jefe político        |       |
| Fructuoso Dávila            | 1910–1911 | Jefe político        |       |
| Alfredo Pumarejo            | 1912      | Jefe político        |       |
| Casimiro Sada               | 1913      | Jefe político        |       |
| Armando Chapa Gómez         | 1914–1915 | Jefe político        |       |
| Alejandro López             | 1916      | Jefe político        |       |
| Rafael González             | 1917      | Presidente municipal |       |
| Leónides Guerra             | 1918–1919 | Presidente municipal |       |
| Salvador Cárdenas           | 1920      | Presidente municipal |       |
| Miguel Elizondo             | 1920      | Presidente municipal |       |
| Juan José de la Garza       | 1920      | Presidente municipal |       |
| Miguel Elizondo             | 1921      | Presidente municipal |       |
| Mriano García Schreck       | 1921      | Presidente municipal |       |
| Miguel Elizondo             | 1922      | Presidente municipal |       |
| Conrado Gutiérrez           | 1923      | Presidente municipal |       |
| Luis R. Rendón              | 1924      | Presidente municipal |       |
| Prudencio Roiz              | 1925      | Presidente municipal |       |
| Jesús María Cárdenas        | 1926      | Presidente municipal |       |
| Valentín Ramírez            | 1927      | Presidente municipal |       |
| Alfonso C. López            | 1927      | Presidente municipal |       |
| Antonio Martínez            | 1928      | Presidente municipal |       |

| Presidente municipal              | Período               | Partido político | Notas |
| Guillermo Schears                 | 1929–1930             | PNR              | |
| Roberto F. García                 | 1931–1932             | PNR              | |
| Primitivo Schears                 | 1933–1934             | PNR              | |
| Rafael Munguía                    | 1935                  | PNR              | |
| Roberto F. García                 | 1936                  | PNR              | |
| Ladislao Cárdenas                 | 1937–1938             | PNR              | |
| Francisco Zárate                  | 1938–1940             | PRM              | |
| Antonio de León                   | 1941–1942             | PRM              | |
| Ladislao Cárdenas                 | 1943–1945             | PRM              | |
| Ramiro T. Hernández               | 1946                  | PRI              | |
| Tomás Saro                        | 1947                  | PRI              | |
| Leónides Guerra                   | 1947–1948             | PRI              | |
| Ernesto L. Elizondo               | 1949–1951             | PRI              | |
| Juan B. García                    | 1952                  | PRI              | Interino |
| Luis Ramírez de Alba              | 1953–1954             | PRI              | |
| Augusto G. Cárdenas               | 1955–1957             | PRI              | |
| Miguel Treviño Emparam            | 1958–1960             | PRI              | |
| Virgilio Garza Ruiz               | 1961–1962             | PRI              | |
| Isidro González Saldaña           | 01-01-1963–31-12-1965 | PRI              | |
| Enrique Siller Flores             | 01-01-1966–31-12-1968 | PRI              | |
| Óscar Guerra Elizondo             | 01-01-1969–31-12-1971 | PRI              | |
| Sergio Martínez Calderoni         | 01-01-1972–31-12-1974 | PRI              | |
| Guillermo Guajardo González       | 01-01-1975–31-12-1977 | PRI              | |
| Antonio Cavazos Garza             | 01-01-1978–31-12-1980 | PRI              | |
| Jorge Cárdenas González           | 01-01-1981–31-12–1983 | PARM             | |
| Jesús Roberto Guerra Velazco      | 01-01-1984–31-12-1986 | PRI              | |
| Fernando Montemayor Lozano        | 01-01-1987–31-12-1989 | PRI              | |
| Jorge Cárdenas González           | 01-01-1990–31-07-1992 | PARM             | |
| Mauricio Rangel Candanosa         | 01-08-1992–31-12–1992 | PARM             | Interino |
| Tomás Yarrington Ruvalcaba        | 01-01-1993–31-12-1995 | PRI              | |
| Ramón Antonio Sampayo Ortiz       | 01-01-1996–31-12-1998 | PAN              | |
| Homar Zamorano Ayala              | 01-01-1999–31-12-2001 | PRI              | |
| Mario Praxedis Zolezzi García     | 01-01-2002–31-12-2004 | PRI              | |
| Baltazar Manuel Hinojosa Ochoa    | 01-01-2005–31-12-2007 | PRI              | |
| Erick Silva Santos                | 01-01-2008–31-12-2010 | PRI Panal        | |
| Alfonso Sánchez Garza             | 01-01-2011–2013       | PRI PVEM Panal   | |
| Norma Leticia Salazar Vázquez     | 2013–2016             | PAN              | |
| Jesús de la Garza Díaz del Guante | 2016–2018             | PRI PVEM Panal   | |
| Mario Alberto López Hernández     | 2018–2021             | PT Morena PES    | Coalición "Juntos Haremos Historia"                                                                         |
| Mario Alberto López Hernández     | 2021–2024             | PT Morena        | Ganó la reelección para un segundo período en 2021, pidió licencia y se separó del cargo en febrero de 2024 |
| Rubén Sauceda Lumbreras           | 2024                  | PT Morena        | Suplente |
| José Alberto Granados Favila      | 2024–2027             | PT Morena PVEM   | Coalición "Sigamos Haciendo Historia"                                                                       |